# Otello Toso
Otello Toso (Padua, 22 de febrero de 1914-Curtarolo, 15 de marzo de 1966) fue un actor de cine y teatro italiano.

## Biografía
Nacido en Padua, Toso se graduó en el Centro Sperimentale di Cinematografia en 1939, donde conoció a Pierina Paci, con quien se casaría en 1942, e inmediatamente después inició su carrera cinematográfica. Fue particularmente prolífico en la década de 1940, en películas en las que solía protagonizar personajes negativos. Después de la Segunda Guerra Mundial, Toso protagonizó principalmente melodramas y películas de género, excepto Muerte de un ciclista de Juan Antonio Bardem, considerada por algunos como su papel más intenso y riguroso. Murió a los 52 años en un accidente automovilístico en Pieve di Curtarolo, cerca de Padua.

## Filmografía
- Il canale degli angeli (1934)
- 1860 (1934)
- Ettore Fieramosca (1938)
- Giuseppe Verdi (1938)
- L'ultima nemica (1938)
- Inventiamo l'amore (1938)
- Crispino e la comare (1938)
- Follie del secolo (1939)
- Io, suo padre (1939)
- Ultima giovinezza (1939)
- Il ponte dei sospiri (1940)
- La granduchessa si diverte (1940)
- Ridi pagliaccio (1941)
- I pirati della Malesia (1941)
- Le due orfanelle (1942)
- Tentazione (1942)
- Le signorine della villa accanto (1942)
- Inferno giallo (1942)
- La donna del peccato (1942)
- Soltanto un bacio (1942)
- Inviati speciali (1943)
- Nebbie sul mare (1944)
- Vietato ai minorenni (1944)
- I dieci comandamenti (1945)
- Due lettere anonime (1946)
- La sua strada (1946)
- Vanità (1946)
- Malacarne (1946)
- Il corriere di ferro (1947)
- I cavalieri dalle maschere nere (1948)
- Fuga nella tempesta (1948)
- Il principe ribelle (1949)
- Capitan Demonio (1949)
- Faddija - La legge della vendetta (1950)
- Alina (1950)
- Santo disonore (1950)
- Cavalcata d'eroi (1950)
- La scogliera del peccato (1950)
- Carcerato (1951)
- La vendetta di una pazza (1951)
- Gli innocenti pagano (1951)
- Fuoco nero (1951)
- Verginità (1951)
- La colpa di una madre (1952)
- La voce del sangue (1952)
- Rimorso (1952)
- Er fattaccio (1952)
- Una donna prega (1953)
- Desiderio 'e sole(1954)
- Piscatore 'e Pusilleco (1954)
- Bertoldo, Bertoldini e Cacasenno (1954)
- Lacrime d'amore (1954)
- Lettera napoletana (1954)
- Muerte de un ciclista (1955)
- Il cavaliere dalla spada nera (1955)
- Amaramente (1956)
- La trovatella di Milano (1956)
- Tormento d'amore (1956)
- Il conte di Matera (1957)
- Onore e sangue (1957)
- Ricordo la mamma (1957)
- La peccatrice del deserto (1959)
- Il peccato degli anni verdi (1960)
- Pulcinella cetrulo d'Acerra (1961)
- I pianeti contro di noi (1962)